# Burka

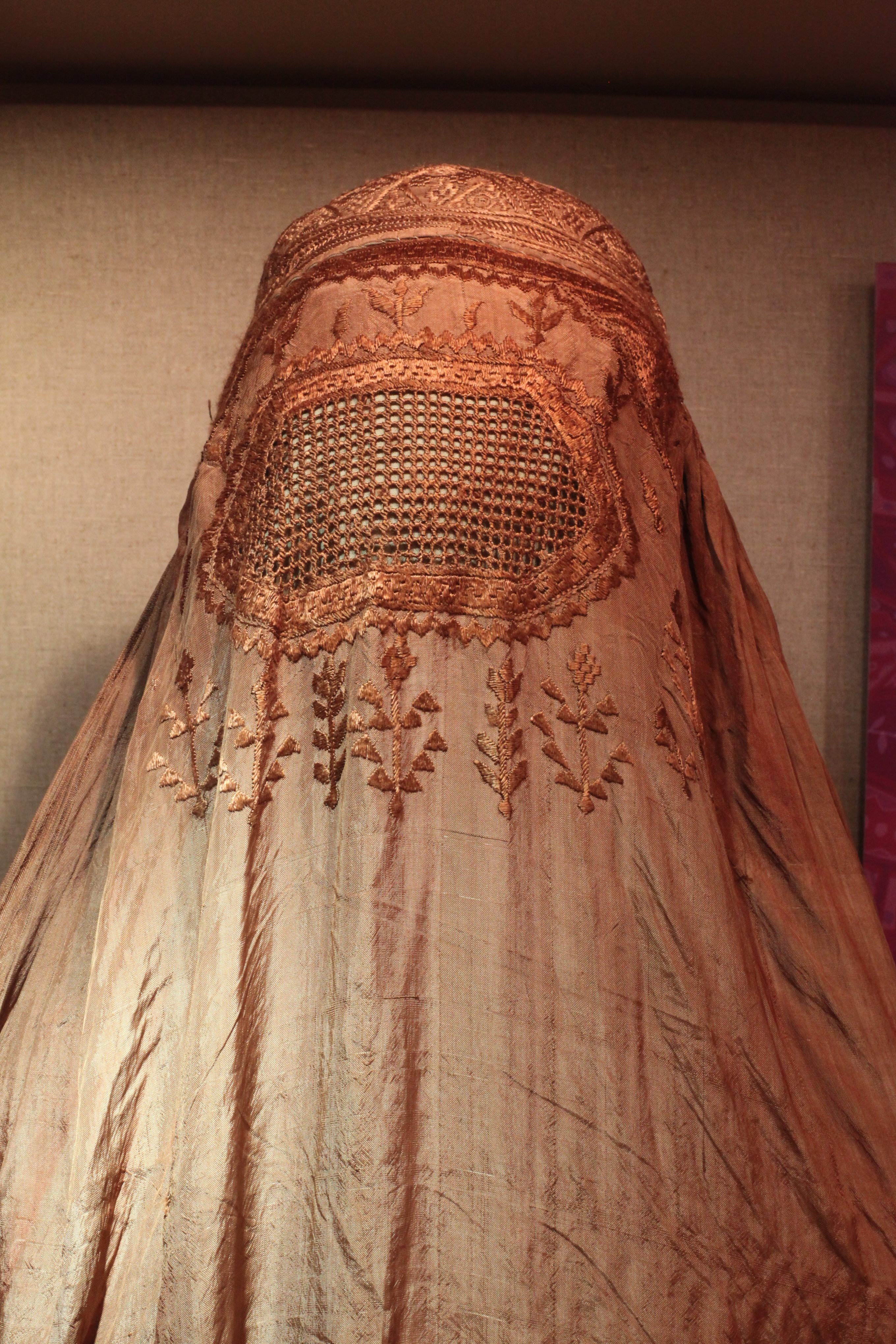
Detalii ale unui veștmânt burka care acoperă exteriorul femeii, plus fața şi capul

O burka sau burqa (în arabă: برقع burqu sau burqa, pronunție în arabă: [bʊrqɑʕ, bʊrqʊʕ]; transliterat burkha, burka sau burqua) este o haină purtată de femei în unele tradiții islamice pentru a acoperi trupurile lor în locurile publice. De obicei se consideră că burka este veșmântul exterior care acoperă trupul femeii (în arabă: jilbāb), plus acoperitoarea capului (în arabă: ḥijāb, luând sensul cel mai obișnuit), plus voalul pus pe față (în arabă: niqāb) .